# Olympische Sommerspiele 2020/Teilnehmer (Turkmenistan)
| Gelbes Symbol für Goldmedaillen mit stilisierten Olympischen Ringen | Graues Symbol für Silbermedaillen mit stilisierten Olympischen Ringen | Braundes Symbol für Bronzemedaillen mit stilisierten Olympischen Ringen |
| ------------------------------------------------------------------- | --------------------------------------------------------------------- | ----------------------------------------------------------------------- |
| —                                                                   | 1                                                                     | —                                                                       |

Turkmenistan nahm an den Olympischen Spielen 2020 in Tokio mit neun Sportlern in vier Sportarten teil. Es war die insgesamt siebte Teilnahme an Olympischen Sommerspielen.

## Teilnehmer nach Sportarten

### Gewichtheben
| Athleten              | Wettbewerb                     | Reißen  | Reißen | Stoßen                | Stoßen                | Zweikampf | Zweikampf | Rang   |
| Athleten              | Wettbewerb                     | Gewicht | Rang   | Gewicht               | Rang                  | Gewicht   | Rang      | Rang   |
| --------------------- | ------------------------------ | ------- | ------ | --------------------- | --------------------- | --------- | --------- | ------ |
| Frauen                |                                |         |        |                       |                       |           |           |        |
| Kristina Şermetowa    | Federgewicht bis 55 kg         | 90 kg   | 6      | 115 kg                | 5                     | 205 kg    | 6         | 6      |
| Polina Gurýewa        | Leichtgewicht bis 59 kg        | 96 kg   | 3      | 121 kg                | 2                     | 217 kg    | 2         | Silber |
| Männer                |                                |         |        |                       |                       |           |           |        |
| Rejepbaý Rejepow      | Mittelgewicht bis 81 kg        | 164 kg  | 3      | ohne gültigen Versuch | ohne gültigen Versuch | —         | —         | —      |
| Öwez Öwezow           | Schwergewicht bis 109 kg       | 171 kg  | 11     | 200 kg                | 10                    | 371 kg    | 10        | 10     |
| Hojamuhammet Toýçyýew | Superschwergewicht über 109 kg | 184 kg  | 4      | 230 kg                | 6                     | 414 kg    | 4         | 4      |

### Judo
| Athleten              | Wettbewerb | 1. Runde | 1. Runde | 2. Runde      | 2. Runde      | Viertelfinale | Viertelfinale | Halbfinale / Trostrunde | Halbfinale / Trostrunde | Finale / Platz 3 | Finale / Platz 3 | Rang |
| Athleten              | Wettbewerb | Gegner   | Ergebnis | Gegner        | Ergebnis      | Gegner        | Ergebnis      | Gegner                  | Ergebnis                | Gegner           | Ergebnis         | Rang |
| --------------------- | ---------- | -------- | -------- | ------------- | ------------- | ------------- | ------------- | ----------------------- | ----------------------- | ---------------- | ---------------- | ---- |
| Frauen                |            |          |          |               |               |               |               |                         |                         |                  |                  |      |
| Gülbadam Babamyratowa | bis 52 kg  | G. Cohen | 0:10s1   | ausgeschieden | ausgeschieden | ausgeschieden | ausgeschieden | ausgeschieden           | ausgeschieden           | ausgeschieden    | ausgeschieden    | 17   |

### Leichtathletik
Springen und Werfen 
| Athleten        | Wettbewerb | Qualifikation | Qualifikation | Finale        | Finale        | Rang |
| Athleten        | Wettbewerb | Weite/Höhe    | Rang          | Weite/Höhe    | Rang          | Rang |
| --------------- | ---------- | ------------- | ------------- | ------------- | ------------- | ---- |
| Männer          |            |               |               |               |               |      |
| Mergen Mämmedow | Hammerwurf | 67,53 m       | 30            | ausgeschieden | ausgeschieden | 30   |

### Schwimmen
| Athleten        | Wettbewerb   | Vorlauf     | Vorlauf | Halbfinale    | Halbfinale    | Finale        | Finale        | Rang |
| Athleten        | Wettbewerb   | Zeit        | Rang    | Zeit          | Rang          | Zeit          | Rang          | Rang |
| --------------- | ------------ | ----------- | ------- | ------------- | ------------- | ------------- | ------------- | ---- |
| Frauen          |              |             |         |               |               |               |               |      |
| Darýa Semýonowa | 100 m Brust  | 1:16,37 min | 39      | ausgeschieden | ausgeschieden | ausgeschieden | ausgeschieden | 39   |
| Männer          |              |             |         |               |               |               |               |      |
| Merdan Ataýew   | 100 m Rücken | 55,24 s     | 34      | ausgeschieden | ausgeschieden | ausgeschieden | ausgeschieden | 34   |
| Merdan Ataýew   | 200 m Rücken | 2:03,68 min | 29      | ausgeschieden | ausgeschieden | ausgeschieden | ausgeschieden | 29   |